# Stefano Beltrame (Fußballspieler)
 Stefano Beltrame (* 8. Februar 1993 in Biella) ist ein italienischer Fußballspieler.

## Karriere
Beltrame entstammt der renommierten Jugend von Juventus Turin und spielt überwiegend in der Primavera, der höchsten Altersklasse im italienischen Jugendfußball. In der Saison 2012/13 wurde er von Trainer Antonio Conte vereinzelt in den Kader für Liga- und Pokalspiele berufen. Am 26. Januar 2013 bestritt der Stürmer gegen den CFC Genua seinen ersten Profieinsatz in der Serie A, als er in der 82. Minute für Claudio Marchisio eingewechselt wurde. Am Saisonende konnte Beltrame mit der Juve unter Antonio Conte den Gewinn des italienischen Meistertitels feiern. Im Sommer 2013 wurde an die AS Bari in die Serie B verliehen. Dort konnte er in 24 Einsätzen sein erstes Tor in einer Profiliga erzielen. Nach Ende der Leihe wechselte Beltrame zur Saison 2014/15 zu Sampdoria Genua.

## Erfolge
- Italienischer Meister: 2012/13